# (23970) 1998 YP6
(23970) 1998 YP6 è un asteroide troiano di Giove del campo greco. Scoperto nel 1998, presenta un'orbita caratterizzata da un semiasse maggiore pari a 5,262731 UA e da un'eccentricità di 0,066448, inclinata di 32,116285° rispetto all'eclittica. Ha un diametro di 32,404 km e un'albedo di 0,081.